# جاسودارا باغشي
جاسودارا باغشي (من مواليد 1937 في كلكتا - 9 يناير 2015) كانت أستاذة نسوية هندية رائدة ومؤلفة وناقدة وناشطة. كما كانت مؤسسة ومديرة كلية دراسات المرأة في جامعة جادافبور. وتشمل كتبها المحبوب وغير المحبوب، والطفلة والصدمة والانتصار، والنوع الاجتماعي والتقسيم في الهند الشرقية. وقد أسست منظمة حقوق المرأة ساتشيتانا.

## حياتها المبكرة وتعليمها
ولدت جاسودارا باغشي عام 1937 في كلكتا. وتلقت تعليمها في جامعة بريزيدنسي، كلكتا (كانت تابعة لجامعة كلكتا آنذاك)، وكلية سومرفيل في أكسفورد، ونيو هول في كامبريدج.

## مسيرتها المهنية
بدأت جاسودارا باغشي تدريس اللغة الإنجليزية في جامعة جادافبور في عام 1964 بعد تدريس اللغة الإنجليزية في كلية ليدي برابورن، كلكتا. وأصبحت المدير المؤسس لكلية دراسات المرأة في جامعة جادافبور في عام 1988. وبعد تقاعدها عام 1997 أكلمت التدريس كأستاذة فخرية في كلية دراسات المرأة.
عملت باغشي أستاذة في قسم اللغة الإنجليزية منذ عام 1983، وكانت رئيسة للقسم منذ عام 1986 حتى عام 1988، وقد نسقت برنامج المساعدة الخاصة الذي أنشأه المستخدمون في السنوات المبكرة، والذي أصبح فيما بعد مركز الدراسات المتقدمة باللغة الإنجليزية. وتشمل مجالات اهتمامها البحثية دراسات المرأة، وكتابات المرأة، والأدب الإنجليزي والبنغالي في القرن التاسع عشر، والتعريف بالفلسفة الوضعية في البنغال، والأمومة، وتقسيم الهند. وكانت إلى جانب المحرر المشارك سوبورانجان داسغوبتا من أوائل العلماء الذين بحثوا وجمعوا تجارب المرأة البنغالية أثناء التقسيم وبعده.
بدأت سلسلة إعادة طبع الكاتبات البنغاليات، والتي جرى تحريرها من قبل كلية دراسات المرأة، جامعة جادافبور.
حرر صديقاها وزميلاها في القسم الأستاذان ساجني موخرجي وسوبريا تشودري كتابًا مميزًا لها في عام 2002 هو: الأدب والجندر: مقالات لجاسودارا باغشي. ومن بين المساهمين في ذلك معلمو باغشي وأصدقاؤها وطلابها السابقون وزملاؤها، مثل بيتر درونكي، وكيتي سكولار داتا، وهيماني بانرجي، وماليني بهاتاشاريا، وشيلا لاهيري شودري، وسوبريا تشودري، وتانيكا ساركار، وبهاسواتي تشاكرافورتي، وأديتي داسغوبتا.
ظلت الأستاذة باغشي مشاركة منتظمة ونشطة في الندوات والمحاضرات في قسم اللغة الإنجليزية حتى وفاتها، وكانت أيضًا عضوًا في مجلس الدراسات لعدة سنوات بعد التقاعد. وفي فترة قصيرة من الزمن أصبحت معروفة بتفانيها الهائل في عملها وطلابها. ويعتبر تعزيز ثقافة البحث أهم مساهماتها في قسم اللغة الإنجليزية في جامعة جادافبور.
في عام 2014 ألغى منظمو معرض كولكاتا للكتاب إصدار كتابها النساء المهاجرات وحقوق الإنسان، بسبب طبيعته «المثيرة للجدل»، بحسب ابنتها تيستا باغشي.
بعد تقاعدها حضرت العديد من المؤتمرات في الهند وبقيت على اتصال وثيق مع قسم اللغة الإنجليزية في جامعة جادافبور.

## نشاطها
هي أحد الأعضاء المؤسسين للمنظمة النسوية ساتشيتانا في كولكاتا. وكانت أيضًا رئيسة لجنة ولاية البنغال الغربية للمرأة في الفترة بين أكتوبر عام 2001 حتى أبريل عام 2008.
قدمت باغشي دعمها لحركة هوك كولوروب في احتجاجات جامعة جادافبور عام 2014 («ليكن هناك تعدد أصوات» باللغة البنغالية) والتي سعت إلى إجراء تحقيق عادل وفوري في التحرش الجنسي بطالبة في حرم جامعة جادافبور. كما تحدثت نيابة عن لجنة نساء ولاية البنغال الغربية في الدعوة إلى إجراء تحقيق في التحرش الجنسي واغتصاب الإناث في دانتالا.
كانت جزءًا من مجموعة مكونة من خمسة من الأساتذة الفخريين الذين التقوا بحاكم ولاية البنغال الغربية ومستشار الجامعة كيشاري ناث تريباثي للاحتجاج على نائب المستشار الحالي.

## وفاتها وإرثها
توفيت باغشي صباح يوم 9 يناير عام 2015، عن عمر يناهز 77 عامًا.
تنظم بونارنابا، وهي منظمة تطوعية ارتبطت بها باغشي ارتباطًا وثيقًا، كل عام منذ عام 2015 برنامجًا تذكاريًا لجاسودارا باغشي، بما في ذلك محاضرة في ذكرى باغشي. وجرى إنشاء صندوق جاسودارا باغشي التذكاري للمصاعب في عام 2019 بدعم من عائلة باغشي في قسم اللغة الإنجليزية بجامعة جادافبور، لمساعدة حالات المصاعب الفردية بين طلاب القسم.

## حياتها الشخصية
كانت متزوجة بالخبير الاقتصادي أميا كومار باغشي.